# 勒費爾峰 (維內迪傑山脈)

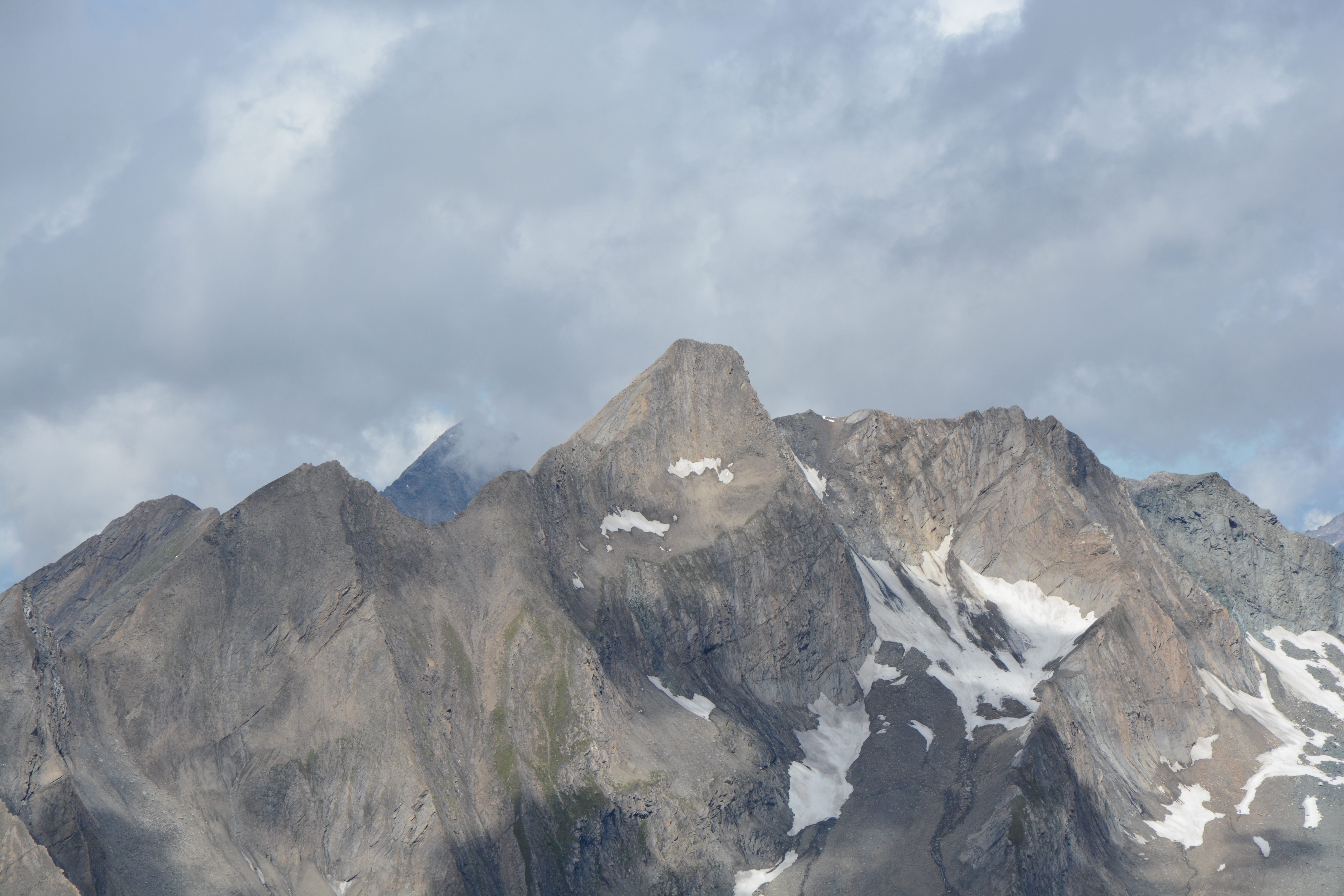

47°01′03″N 12°09′51″E / 47.017565°N 12.164137°E
勒費爾峰（德語：Löffelspitze），是奧地利的山峰，位於該國西部，由蒂羅爾州負責管轄，屬於維內迪傑山脈的一部分，海拔高度3,190米，人類在1878年7月25日首次登頂。